# Maurer-Union
Maurer-Union était un constructeur automobile allemand implanté à Nuremberg, en Bavière.

## Histoire
La société a été créée en 1900 et a fabriqué durant les dix années de son existence, entre 1900 et 1910, avec un effectif de 400 ouvriers, 300 à 400 véhicules par an. La société a réalisé un très intéressant prototype avec une boîte de vitesses automatique,
À partir de 1907, la société s'engage dans la fabrication de camions ce qui lui permet de devenir un des plus importants constructeurs d'Allemagne. Le succès de l'entreprise sera de très courte durée à cause d'une mésentente avec ses créditeurs, Ludwig Maurer doit quitter la société en 1908. Un an plus tard, la société Justus Christian Braun Premier-Werke rachète les ateliers.
En 1923, Ludwig Maurer reprend la fabrication d'automobiles sous la marque  Maurer. C'était une petite berline équipée d'un moteur deux cylindres deux temps dont la production prendra fin l'année suivante.